# Claude Bernard
Pour les articles homonymes, voir Claude Bernard (homonymie) et Bernard.
Claude Bernard, né le 12 juillet 1813 à Saint-Julien (Rhône) et mort le 10 février 1878 à Paris, est un médecin, physiologiste et épistémologue français.
Considéré comme le fondateur de la médecine expérimentale, il a en particulier laissé son nom au syndrome de Claude Bernard-Horner. On lui doit les notions qui ont grandement influencé le fondement de la physiologie moderne : le concept de milieu intérieur et celui de régulation du milieu intérieur (nommée par la suite homéostasie par le physiologiste Walter Bradford Cannon).

## Biographie

### Enfance
Claude Bernard naît le 12 juillet 1813 dans le petit village de Saint-Julien en Beaujolais où son père est négociant en vin et propriétaire. Il étudie les rudiments du latin auprès du curé du village puis commence ses humanités chez les jésuites de Villefranche-sur-Saône et les achève au collège de Thoissey.

### Études à Lyon
Après un échec au baccalauréat, il rejoint en janvier 1832 un camarade à Lyon, et se place dans la même pharmacie que lui en tant que préparateur. Le manque d’efficacité de nombreux médicaments lui inspire du mépris pour l'art médical. Son esprit rigoureux s'accommode mal des à-peu-près de la pharmacologie de l'époque, et il se met à écrire pendant son temps de travail, notamment un vaudeville Rose du Rhône qui sera joué à Lyon, mais qui lui vaut l'ire du pharmacien, qui met fin à son contrat en juillet 1833 lorsqu'il s'aperçoit que Claude travaille ensuite sur une deuxième pièce Arthur de Bretagne.

### Arrivée à Paris
Grâce au soutien de sa mère, Claude entre alors en contact avec le critique littéraire Saint-Marc Girardin, qui lui fait prendre conscience qu'il ferait mieux d'abandonner l'écriture (il rêvait d'être un auteur dramatique) et de faire bien meilleur usage de ses compétences en se dirigeant vers la médecine.
Cette désillusion le motive pour repasser son baccalauréat, qu'il obtient en 1834. Ses parents payent alors 1 800 francs pour qu'il soit remplacé au service militaire, ce qui lui laisse la voie libre pour entamer des études de médecine à Paris mais il échoue à l'agrégation. Partageant une colocation et la vie du Quartier latin avec ses camarades Charles Lasègue (futur éminent neurologue) et Casimir Davaine (qui est à la base des premiers travaux de microbiologie), il vit modestement à Paris, tout en remboursant ses parents via des cours qu'il donne. Il est particulièrement excité par les cours de François Magendie au Collège de France, et devient vite disciple de Pierre Rayer (dermatologue) et ami de son ancien élève Émile Littré (futur linguiste). Il passe son externat en 1839 et devient ensuite interne au service de Rayer, puis assistant de recherche de François Magendie. Son travail sur le suc gastrique et le glucose lui vaut une thèse de doctorat en 1843, mais sa vision iconoclaste et modernisatrice de la recherche en médecine ne lui permet pas de trouver un poste.
Grâce à son mariage, il obtient enfin les financements nécessaires à la poursuite de ses travaux. Commence alors une carrière remplie de découvertes et d'honneurs. En 1847, il est nommé suppléant de François Magendie à la chaire de médecine expérimentale au Collège de France. En 1848, il obtient le prix de physiologie générale pour sa découverte des fonctions digestives du pancréas. À l'époque, on pensait encore que le sucre provenait uniquement de l’alimentation et qu’il était détruit par les phénomènes de combustion, notamment lors de la respiration. C'est à cette époque qu'il commence à comprendre le rôle du foie dans la régulation de la glycémie. Il poursuit ses recherches sur l'appareil digestif, sur le système nerveux et la circulation mais son domaine de recherche va bien au-delà. Professeur à la Sorbonne, puis au Museum d'histoire naturelle, il succède à Magendie au Collège de France en 1855. Il poursuit en parallèle une carrière de chercheur et d'enseignant, consigne toutes ses expériences et idées dans des carnets de notes. Il fait de la physiologie une discipline à part entière, et l'expérimentation devient la base de toute théorie. Paul Bert, Arsène d'Arsonval, Albert Dastre se succèdent au poste tant convoité d'assistant de Claude Bernard.
En 1856, il rachète une maison bourgeoise dans son village natal à Saint Julien, où un musée lui est aujourd'hui consacré. À partir de cette date, il revient régulièrement dans le Beaujolais pour assister aux vendanges et se reposer du tumulte incessant de Paris. Il y retrouve la paix et la tranquillité mais ses pensées ne cessent jamais de se tourner vers les sciences.

### Mariage
En 1845, il se marie avec Fanny Martin, fille d'un riche médecin. Ce mariage, en fait arrangé par les amis de Claude Bernard qui s'inquiétaient qu'il ne trouve pas encore de situation stable, lui a apporté les conditions matérielles pour se consacrer à ses travaux, mais lui vaut aussi de nombreux désagréments, car sa femme est devenue une militante virulente de la cause animale et de la SPA naissante, au moment même où Claude Bernard faisait faire de gros progrès à la médecine via les expérimentations animales. En sus de ces divergences de vue, leur mariage pâtit du décès de plusieurs enfants en bas âge : parmi les quatre enfants qui naissent de leur union, seules deux filles atteignent l'âge adulte : Jeanne-Henriette (1847-1923) dite Tony, et Marie-Louise (1849-1922) qui ne voient que très peu leur père. Restées célibataires, elles consacrent leur vie au soin et à l'accueil d'animaux dans leur maison de Bezons (Val-d'Oise), en compensation des animaux sacrifiés par leur père. Le 22 août 1870, le couple Bernard se sépare officiellement.
En 1869, il rencontre Marie-Sarah Raffalovich (ou Raffalovitch, 1832-1921), épouse du banquier Hermann Raffalovich (1835-1893). Une amitié sincère naît de la rencontre avec cette jeune femme. Polyglotte (elle parle couramment russe, yiddish, allemand, français et italien), elle lui apporte son soutien pour la traduction de ses travaux et leur diffusion à l'étranger. Inversement, elle lui traduit des ouvrages étrangers en français. Elle tient aussi le rôle de confidente et lui donne l'occasion de sortir de son sacerdoce de chercheur dévolu aux sciences. En neuf ans, ils échangent près de 500 lettres,,. Seuls les originaux des lettres de Claude Bernard à Marie Raffalovich sont conservés à la bibliothèque de l'Institut, Marie Raffalovich ayant détruit ses propres lettres,,,,.

### Récompenses

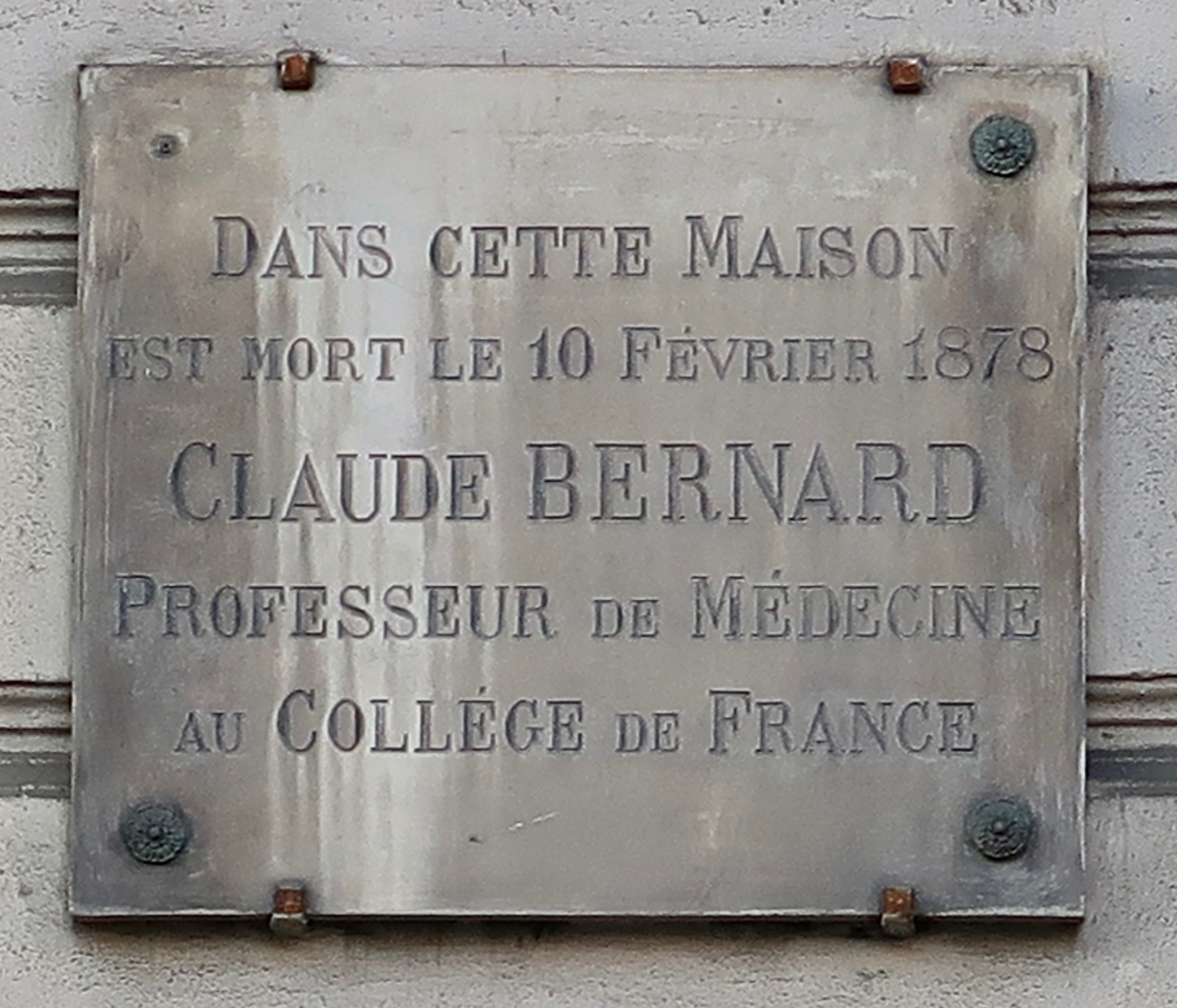
Plaque 40 rue des Écoles (5e arrondissement de Paris), où il est mort.

Ses travaux sont récompensés par trois prix en physiologie de l'Académie des sciences, (en 1845, 1849 et 1851). Il passe un deuxième doctorat (en sciences naturelles) en 1853 et devient professeur au Collège de France, est élu membre de l'Académie des Sciences en 1854 et est ensuite nommé à une chaire de physiologie générale à la Sorbonne, puis au Muséum national d'histoire naturelle. Il reçoit un prix de l'Académie de médecine en 1861 et il est élu à l'Académie française en 1868. Son grand ami Balzac admirait son travail, qu'il suivait avec attention[réf. non conforme]. Bernard publie son Introduction à l'étude de la médecine expérimentale en 1865 ; cet ouvrage a des répercussions bien au-delà du cénacle médical : il influence notamment Émile Zola, qui, dans son manifeste sur le naturalisme Le Roman expérimental, promeut la méthode expérimentale chère à Bernard. En accord avec sa vision scientifique, pragmatique, philomatique et positiviste des faits, Claude Bernard se considérait d'ailleurs comme agnostique. À sa mort en 1878, il eut droit à des obsèques nationales.

## Travaux scientifiques
Il découvrit le rôle de la sécrétion pancréatique dans la digestion des graisses (1848), le rôle du foie dans la sécrétion interne du glucose dans le sang (1848), l’induction du diabète par piqûre au niveau du plancher du 4e ventricule (1849), l’augmentation de la température cutanée après section du nerf sympathique cervical (1851), la libération de sucre par le foie lavé après excision (1855) et l’isolation du glycogène (1857), la spécificité du curare dans la paralysie de jonction neuromusculaire (1856). Il démontra également que le monoxyde de carbone bloque la respiration dans les érythrocytes (1857).
Concernant l’induction du diabète par piqûre au travers du crâne du plancher du 4e ventricule par le "procédé de l'index", sa découverte était l’aboutissement de recherches liées à son hypothèse quant à une origine nerveuse du diabète. Il s’avéra par la suite que l’hyperglycémie provoquée n’était pas durable, et qu’elle était la conséquence de la libération d’adrénaline liée à la stimulation du système nerveux sympathique.
Il confie la garde de son laboratoire au Collège de France à Auguste Tripier, puis plus tard à Paul Bert. Auguste Tripier devient son préparateur dès 1854 et ils publieront ensemble le résultat de leurs travaux.
Il a créé, à partir de 1850, le concept fondamental de la biologie moderne de milieu intérieur. La constance de ce dernier, nommée plus tard homéostasie, est la condition de l’affranchissement des organismes évolués par rapport au milieu extérieur. Ce concept d'homéostasie, étudié au XXe siècle par le physiologiste américain Walter Bradford Cannon, est à l'origine du développement de la cybernétique.

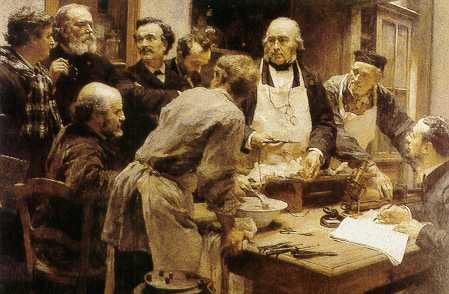
Claude Bernard (1889) par Léon Lhermitte. Cette toile de 1.80 m x 2.82 m est exposée à l'Académie nationale de médecine. De gauche à droite : Nestor Gréhant, Victor Dumontpallier, Louis-Charles Malassez, Paul Bert, Arsène d'Arsonval, Claude Bernard, Le Père Lesage, Albert Dastre.

Dans un mémoire posthume sur la fermentation alcoolique, qui provoquera une polémique entre Pasteur et Berthelot, il défend (contre Pasteur) la thèse du « ferment soluble », thèse qui sera consacrée par la théorie des enzymes, mais il va jusqu’à soutenir que la levure (vivante) est produite par le « ferment soluble » (non vivant), ce que les historiens des sciences considèrent comme une régression vers la génération spontanée,

## Philosophie des sciences
Claude Bernard est également connu comme philosophe des sciences et épistémologue .
Il est considéré comme l’un des principaux fondateurs de la démarche expérimentale hypothético-déductive, formalisée souvent (et parfois rigidifiée) dans l’enseignement par « OHERIC » pour : Observation - Hypothèse - Expérience - Résultat - Interprétation - Conclusion. C’est d’ailleurs une démarche tronquée par rapport à celle présentée dans la Médecine Expérimentale. Il y manque deux étapes fondamentales :
- On ne peut pas donner d’hypothèse sans avoir posé le problème à résoudre, puisqu’une hypothèse est une réponse possible à une question suscitée par une observation.
- L’expérience teste la conséquence vérifiable de l’hypothèse.

## Titres et distinctions
Au cours de sa vie, Claude Bernard a reçu de nombreuses distinctions :
- professeur au Collège de France (1847 à 1878),
- professeur à la Sorbonne,
- professeur au Muséum national d'histoire naturelle,
- prix de l'Académie des sciences (1854),
- prix de l'Académie nationale de médecine (1861),
- membre étranger de la Royal Society (1864),
- membre de l’Académie française (1868),
- membre étranger de la Royal Society et membre de l'Académie royale danoise des sciences et des lettres,
- sénateur du Second Empire (1869),
- médaille Copley (1876)
- obsèques nationales (1878).

## Citations
- « Le microbe n'est rien, c'est le terrain qui est tout... » (rejoignant en cela Antoine Béchamp)
- « C'est ce que nous pensons déjà connaître qui nous empêche souvent d'apprendre » dans Introduction à l'étude de la médecine expérimentale

## Hommages
Ont été nommés en hommage à Claude Bernard
Toponymes
- La rue Claude-Bernard, dans le 5e arrondissement de Paris depuis 1881.
- La passerelle Claude-Bernard, dans le 19e arrondissement de Paris, au dessus du périphérique, posée en 2015.
- Le square Claude-Bernard, situé dans le 19e arrondissement.
- Le quai Claude-Bernard, sur la rive gauche du Rhône, dans le 7e arrondissement de Lyon, en face de l’université de Lyon. Il accueille des bateaux de tourisme transportant des passagers.
- L'Île Claude-Bernard, une île côtière rocheuse d'allure massive située en terre Adélie, dans la partie centrale de l'archipel de Pointe-Géologie (66° 39,72′ 00″ S, 140° 01′ 20″ E) à quelques centaines de mètres à l'est de la base Dumont-d'Urville.

Hôpitaux et cliniques
- L'hôpital Bichat-Claude-Bernard, issu de la fusion de deux hôpitaux proches du nord de Paris, l'hôpital Bichat et de l'hôpital Claude-Bernard, nommé ainsi en 1905. Les bâtiments de ce dernier, trop vétustes, ont fermé en 1988. Une ZAC a été construite à la fin des années 2000 - début des années 2010 sur la friche occupée auparavant par l'hôpital, la ZAC Claude-Bichat, qui a à son tour donné son nom à la passerelle qui la relie à Aubervilliers en franchissant le périphérique.
- Des cliniques à Metz, à Albi et à Ermont.

Établissements scolaires et universitaires
- À Lyon, l'université Claude-Bernard-Lyon-I (UCBL), spécialisée dans les domaines des sciences et technologies, de la santé et des sciences du sport, créée officiellement en 1971 en regroupant la faculté des sciences de Lyon, fondée en 1808 et la faculté de médecine, fondée en 1874.
- Une cité scolaire parisienne (lycée et CPGE) du 16e arrondissement de Paris.
- Un collège-lycée de Villefranche-sur-Saône.
- Un des trois collèges du Grand-Quevilly en Seine-Maritime.
- Une école primaire à Sevran.
- Une école à Tunis et à Casablanca.

Autres
- La Base Claude Bernard ou BCB, une base de données électronique française référençant l'ensemble des médicaments et produits de santé commercialisés en France.
- Le syndrome de Claude Bernard-Horner[25] qui associe un ptosis de la paupière, un myosis et une énophtalmie.
- Un musée lui est consacré dans son village natal de Saint-Julien (Rhône)[26] dont la place centrale est orné de son buste.

## Œuvre et publications
On retiendra, parmi de très nombreuses publications et communications, ses principaux ouvrages :
- Introduction à l’étude de la médecine expérimentale,1865. (OCLC 600479635) (Rééd. Champs, Flammarion,  (ISBN 2080811371)). Texte intégral au format .html.
- Principes de médecine expérimentale, Émile Martinet éditeur, 1867, 160 p. (OCLC 45998924) Texte intégral au format .pdf.
- Sa deuxième thèse de doctorat (en sciences naturelles), Recherches sur une nouvelle fonction du foie considéré comme organe producteur de matière sucrée chez l’homme et les animaux, Paris, Martinet, 1853, 97 p. (OCLC 8856191)  [numérisé par la Bibliothèque universitaire Pierre et Marie Curie]

Son enseignement est diffusé dans d'autres ouvrages plus spécialisés :
- Leçons de physiologie expérimentale appliquée à la médecine, 2 tomes, 1855-56
- Leçons sur les effets des substances toxiques et médicamenteuses, 1857, 488 p. (OCLC 697959494)
- Leçons sur la physiologie et la pathologie du système nerveux, 1858, 560 p. (OCLC 37880051)
- Leçons sur les propriétés physiologiques et les altérations pathologiques des différents liquides de l’organisme, 1859, deux volumes, (OCLC 8856842)
- Leçons et expériences physiologiques sur la nutrition et le développement, 1860
- Leçon sur les propriétés des tissus vivants, 1866
- Leçons de pathologie expérimentale et leçons sur les propriétés de la moelle épinière, 1872
- Définition de la vie, les théories anciennes et la science moderne, 1875, Revue des Deux Mondes T. 9, 1875.
- Leçons sur les phénomènes de la vie communs aux animaux et aux végétaux, 2 tomes, 1878

Un curieux ouvrage :
- Arthur de Bretagne : drame en 5 actes et en prose avec un chant, préface de Georges Henri Roger, illustrations Ferdinand Raffin,  J.-B. Baillière, 1943.

La plupart des travaux de Claude Bernard sont numérisés par la Bibliothèque interuniversitaire de santé. Il a notamment publié dans la Gazette médicale, dans les Comptes rendus de la Société de biologie et de l’Académie des sciences, dans la Revue des deux Mondes, des mémoires ou articles sur les usages du pancréas, sur la fonction glycogénique du foie, sur le grand sympathique, sur la chaleur animale sur le cœur, sur la vie, etc. On lui doit aussi un Rapport sur les progrès et la marche de physiologie générale en France (1867).